# Romeleåsen
Romeleåsen er Sveriges sydligste horst, som efter snævreste definition strækker sig cirka 30 kilometer fra Billebjer lidt øst for Lund i sydøstlig retning til cirka 15 kilometer nordvest for Ystad. Horstens bredde overstiger ikke 5 kilometer. Det højeste punkt er ved Kläggeröd, 186 m.o.h.55°34′20″N 13°31′0″Ø / 55.57222°N 13.51667°Ø Romeleklint,55°37′20″N 13°27′4″Ø / 55.62222°N 13.45111°Ø 175 m.o.h., er åsens mest fremtrædende højdepunkt og den bedst kendte udsigtsplads.
Romeleåsen løber langs kanten af Sorgenfrei-Tornquistzonen en forkastningszone, der danner den sydlige grænse af det baltiske grundfjeldskjold, der løber diagonalt på tværs af Skåne fra Kullen i nordvest til Stenshuvud i sydøst. Horsten består i modsætning til omkringliggende klipper af gnejs, og kan dermed siges at udgøre den sydligste del af det baltiske grundfjeldskjold, dog isoleret fra grundfjeldet af Sorgenfrei-Tornquistzonens tilstødende zones, Vombslettens, lerskifer.
Grundfjeldet ses her og der, men de fleste steder er de højtliggende dele af Romeleåsen dækket af lyngbevoksning, enekrat, løv- og nåleskov.
Knivsåsen er geologisk set en nordøstlig del af Romeleåsen.
55°36′40″N 13°27′06″Ø / 55.61111°N 13.45167°Ø